# Joakin Berasategi
Joakin Berasategi Mendizabal ou Joaquín Berasategui, né en 1939 à Olaberria et mort le 31 mars 2012 à Saint-Sébastien, est un éditeur, un grand promoteur du bertsolarisme et de la culture populaire basque et académicien basque espagnol.

## Biographie
Fondateur et directeur de la maison d'éditions Sendoa d'Oiartzun en 1980, il rassemble et publie plus d'une centaine de livres sur la culture basque, avec un penchant spécial pour la tradition populaire et le bertsolarisme. C'est un adepte et un ami de plusieurs bertsolaris, et des plus importants, comme Uztapide ou Lazkao Txiki. 
Joakin Berasategi met tous ses efforts dans la promotion de sa maison d'édition qui est une référence importante en ce qui concerne la tradition basque. Il publie entre autres les œuvres complètes de Sabino Arana, José Antonio Agirre et Jesús María Leizaola. Joakin Berasategi s'occupe pendant longtemps de la collection Auspoa, fondé et dirigé par Antonio Zavala.